# Ležimir
Ležimir (v srbské cyrilici Лежимир, maďarsky Nagylemzsér) je vesnice v Srbsku, administrativně součást města Sremska Mitrovica. Nachází se severně od města, v podhůří Frušky gory. Obec se nachází na svazích kopce Velike Gradine a v údolí potoka Ilijaš.
Prochází tudy silnice č. 123, která spojuje Sremskou Mitrovici s městem Beočin u Nového Sadu.
V roce 2011 zde bylo při sčítání lidu evidováno 699 obyvatel, drtivá většina z nich (98 %) je srbské národnosti.
Ačkoliv se obec nachází v turisticky atraktivní lokalitě, která umožňuje výlety do pohoří Fruška Gora, objevily se v minulosti zprávy o tom, že by se v některých lesích severně od Ležimiru mohly nacházet miny. Objevily se rovněž i označení odkazující na zaminovanou oblast. V minulosti se zde také nacházel hotel a výcvikový tábor Jednotky pro zvláštní operace (JSO), která mohla údajně terén zaminovat.